# Una mujer fantástica
Una mujer fantástica (Uma Mulher Fantástica, no Brasil e em Portugal) é um filme de drama chileno de 2017, dirigido e escrito por Sebastián Lelio. Protagonizado por Daniela Vega, Francisco Reyes, Luis Gnecco e Aline Küppenheim, estreou no Festival Internacional de Cinema de Berlim em 12 de fevereiro de 2017.
O filme recebeu aclamação da crítica e foi o vencedor na categoria de Melhor Filme Estrangeiro no Oscar 2018, o que fez com que se tornasse o primeiro filme estrelado por uma mulher transgênero a ganhar esse prêmio.

## Elenco
- Daniela Vega como Marina Vidal
- Francisco Reyes com Orlando Onetto Partier
- Luis Gnecco como Gabriel Onetto Partier
- Aline Küppenheim como Sonia Bunster
- Amparo Noguera como Adriana Cortés
- Nicolás Saavedra como Bruno Onetto Bunster
- Antonia Zegers como Alessandra
- Trinidad González como Wanda Vidal
- Néstor Cantillana como Gastón

## Enredo
Marina é uma jovem mulher transgênero vivendo em Santiago, Chile, que trabalha como cantora e garçonete. Ela é levada a um jantar pelo seu namorado Orlando, um homem mais velho que ela havia acabado de ir morar junto. Nesta noite, Orlando acorda atordoado e diz não estar se sentindo bem. Marina se prepara para levá-lo ao hospital, porém ele tropeça e cai da escada. Depois de levar Orlando ao hospital e fazer o check-in, ela é informada por um médico que Orlando morreu de um aneurisma cerebral. Ela foge do hospital, mas a polícia a leva de volta e exige uma explicação do porquê  ela saiu de repente. Marina conversa com o irmão de Orlando, Gabo, que a ajuda a convencer os policiais da sua inocência e a deixa levar o carro de Orlando de volta para a casa.
Marina é contatada por Sonia, ex-mulher de Orlando, e combinam um horário para deixar o carro de Orlando. Ela conhece Sonia, que é sincera com seus sentimentos transfóbicos em relação à Marina. Logo após o filho de Orlando, Bruno, começa a ocupar o apartamento que era de Orlando e onde Marina vivia, com a intenção de expulsá-la. Ele também insiste em manter a cadela, Diabla, que Marina diz que Orlando a deu. Enquanto trabalha, Marina recebe a visita de uma detetive. A detetive, Adriana, revela que ela está trabalhando em crimes que envolvem agressão sexual e que estava preocupada com alguns machucados que Orlando sofreu durante a queda. Para provar sua inocência, Marina vai à delegacia e é fotografada nua para provar que não houve troca física entre eles na noite da morte de Orlando.
No dia seguinte, Marina encontra sua irmã Wanda e seu parceiro Gastón, e se prepara para mudar-se do apartamento de Orlando. Apesar de avisos, Marina decide ir ao velório de Orlando. Ao entrar, Sonia interrompe o serviço e exige que Marina saia. Na saída, Gabo a segue e se desculpa. Mais tarde ela é abordada por Bruno e sus amigo em um carro. Os amigos a agarram e a colocam a força dentro do carro. Eles a ameaçam e envolvem seu rosto em fita adesiva, deixando-a em um beco. Assustada e sozinha, Marina então caminha até um clube LGBT, onde ela conhece e dança com um garoto. Ela fica com Wanda e Gastón naquela noite.
Na manhã seguinte ela descobre detalhes do funeral de Orlando no jornal. Seus amigos dizem para ela deixar pra lá, e Marina diz que ela não vai comparecer. Entretanto, ela vai á casa funerária depois que a cerimônia termina. Entrando no cemitério, é confrontada pela família de Orlando que estão indo embora de carro. Enquanto eles a insultam, ela sobe em cima do carro e grita que quer a cadela, Diabla, de volta. Atordoados, eles se afastam. Seguindo um empregado do necrotério, ela consegue ver o corpo de Orlando e dizer adeus antes de ser cremado. Mais tarde,Marina é vista correndo com Diabla. Na última cena, ela canta um recital de ópera para um auditório lotado.

## Recepção
O filme atualmente detém uma taxa de aprovação de 94% no Rotten Tomatoes, baseado em 221 avaliações, com uma média de avaliação e 8.10/10. O consenso crítico do site diz: "Sutil e terno, uma mulher fantástica lida com seu assunto oportuno e sensível com cuidado". Atualmente, ele possui uma pontuação de 86 em 100 no Metacritic com base em 43 avaliações, indicando "aclamação universal".
A vitória no Oscar de Mulher Fantástica foi utilizada pelos ativistas LGBTQ chilenos para acelerar as discussões locais sobre uma lei de identidade de gênero. Posteriormente, o Chile aprovou leis para cidadãos transgêneros mudarem seus detalhes oficiais no final de 2018.